# Georg Mantius
Georg Eduard Bernhard Mantius (* 13. April 1870 in Schwerin; † 1. April 1924 in Bergedorf) war ein deutscher Jurist und Politiker.

## Leben
Als Sohn von Ernst Mantius geboren, studierte Georg Mantius nach dem Besuch des Schweriner Gymnasiums Rechtswissenschaften in Jena, Berlin und Rostock. Während seines Studiums wurde er 1890 Mitglied der Burschenschaft Teutonia Jena. Nach Examen und Referendariat 1894 in Bergedorf ging er in den Staatsdienst in Hamburg. 1897 wurde er zum Dr. iur. promoviert. Nach dem Assessorexamen 1897 wurde er 1899 Amtsrichter in Bergedorf. Von 1906 bis 1914 und von 1921 bis 1924 war er für die Stadt Bergedorf Mitglied der Hamburger Bürgerschaft, deren Vizepräsident er ab 1922 und 1923 war. Er nahm am Ersten Weltkrieg teil, zuletzt als Hauptmann und Kompanieführer im 2. Landsturm- und Infanterie-Bataillon.

## Ehrungen
- Georg Eduard Bernhard MantiusEisernes Kreuz, II. Klasse

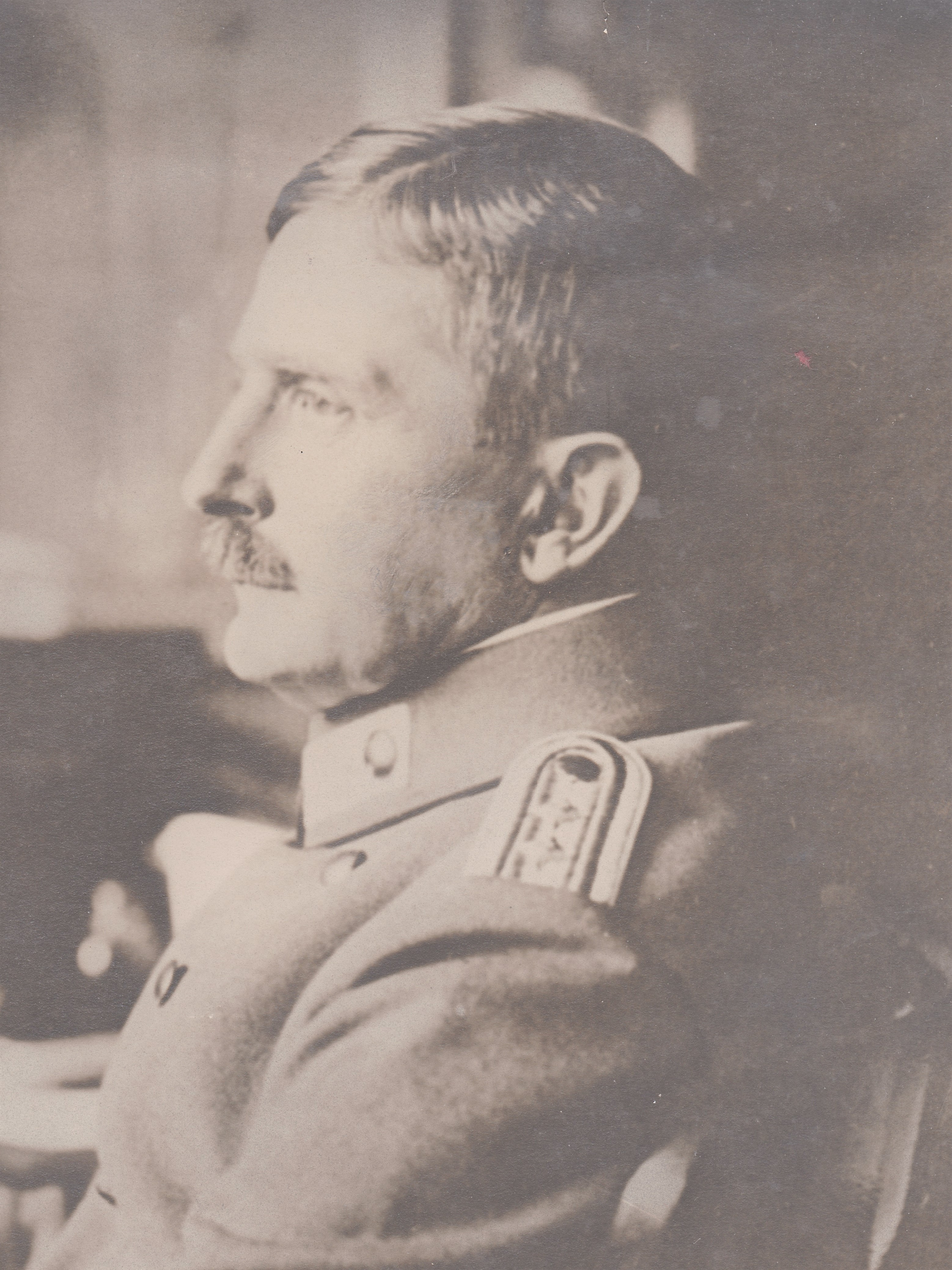
Georg Eduard Bernhard Mantius

- Großherzoglisch-Schwerinisches Kriegsverdienstkreuz, 2. Klasse
- Hamburgisches Hanseatenkreuz